# NASBA
NASBA (Nucleic Acid Sequence Based Amplification) es un método de amplificación de fragmentos de material genético. Fue desarrollado por J. Compton en 1991, quien lo definió como "una tecnología dependiente de primers que puede ser usada para la amplificación continua de ácidos nucleicos en una mezcla única a una sola temperatura".
Inmediatamente después de la invención de NASBA, se usó para el diagnóstico rápido y cuantificación de VIH-1 en el plasma de pacientes.
NASBA también recibe otros nombres como: 3RS (self-sustained sequence replication) o TMA (transcription mediated amplification).

## Bases de la técnica NASBA
NASBA es una técnica que permite la ampliﬁcación exponencial de una determinada muestra de ARN o ADN, aunque está especialmente diseñada para la amplificación de ARN.
Esta técnica es más rápida que el PCR y no necesita equipamiento (termociclador), ya que todo el proceso tiene lugar a 41 °C (proceso isotérmico).

### Reactivos
El NASBA requiere una serie de componentes principales para que se inicie la reacción:
1. Muestra de ARN (o ADN) que se desea amplificar.
2. Enzimas que catalizan la reacción:
- Retrotranscriptasa (RT): Esta enzima reconoce la molécula de ARN molde y genera una molécula de ADN complementaria.
-ARNasaH o II (RH): Esta enzima degrada el ARN del heterodúplex de ADN / ARN.
-ARN polimerasa de T7 (T7P): Esta polimerasa se une a la secuencia de ADN y sintetiza la cadena de ARN complementaria.
3. Cebadores.
-Cebador a+: Este cebador presenta una secuencia complementaria al extremo 5´de la molécula de ARN.
-Cebador b-: Este cebador es complementario al extremo 3´del ARN y además presenta una secuencia promotora de T7 en 5´.

### Etapas del NASBA
El NASBA se divide en dos fases principales: la primera fase está compuesta por seis pasos únicos y secuenciales mientras que la segunda fase presenta otros seis pasos asincrónicos y cíclicos.
Durante todo el proceso la muestra se mantiene a una temperatura constante de 41 °C.
Las etapas del NASBA son las siguientes:
1. Primer paso: En primer lugar, se adiciona el ARN (o ADN) de estudio (+), el cebador b- y todas las enzimas (RT, RH y T7P). Durante este proceso el cebador b- reconoce el extremo 3´del ARN y se une a él.
2. Segundo paso: Cuando el cebador b- hibrida con la secuencia de ARN, la RT reconoce dicha secuencia y se une a ella, iniciándose un proceso de elongación y síntesis de una molécula de ADN complementario (-). La molécula de ADN generada presenta un promotor T7 en el extremo 5´.
3. Tercer paso: A continuación la RH degrada la hebra de ARN del heterodúplex, liberando la hebra de ADN complementaria de la diana.
4. Cuarto paso: Posteriormente el cebador a+ se asocia a su secuencia complementaria e hibrida con la cadena de ADN (-).
5. Quinto paso: La RT se une al cebador y comienza a polimerizar originando una nueva hebra de ADN complementaria (cDNA) a la anterior. La nueva cadena generada presenta la secuencia promotora T7P.
6. Sexto paso: La T7 ARN polimerasa reconoce su promotor y se asocia a él, transcribiendo numerosos ARN complementarios (-) de la cadena original.
Con este paso finaliza la primera fase del NASBA, en la que a partir de una molécula de ARN diana (+) se genera una mezcla de ARN diana (-) y cDNA bicatenario con un promotor T7.

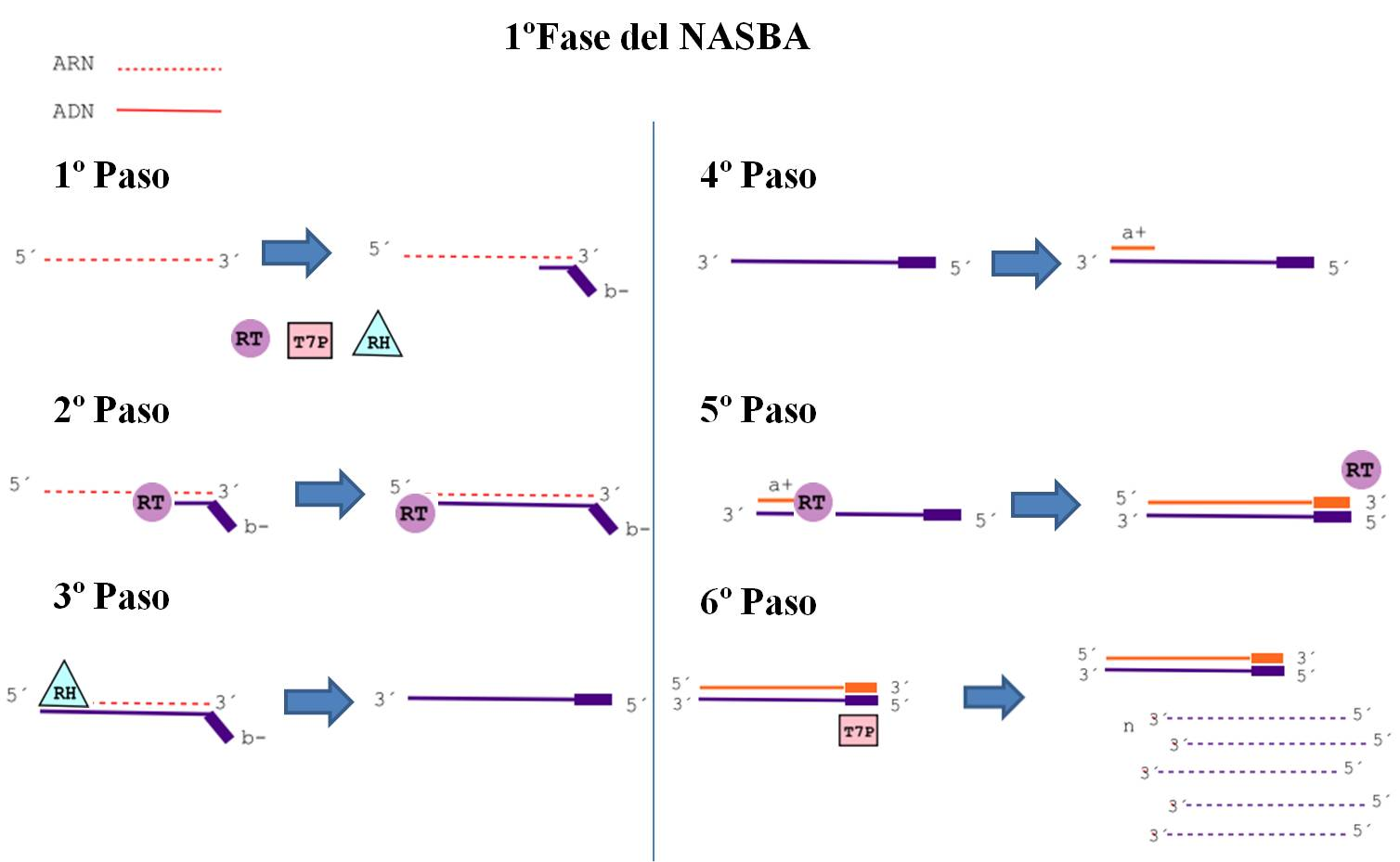
Fase 1 del NASBA

7. Séptimo paso: A continuación el cebador a+ se une al extremo 3´ de cada uno de los ARN (-) diana generados en el proceso anterior.
8. Octavo paso: Las cadenas de ARN hibridadas con el cebador a+ son reconocidas por la RT que inicia un proceso de polimerización, generando nuevas hebras de ADN (+) que permanecen formando el heterodúplex  ADN/ARN.
9. Noveno paso: La RH degrada el ARN del heterodúplex, liberando hebras de ADN (+) diana.
10. Décimo paso: El cebador b- se une al ADN (+) diana.
11. Undécimo paso: La RT se asocia a dicha estructura y comienza a polimerizar generando nuevas cadenas de ADN (-).
12. Duodécimo paso: La T7P reconoce su promotor y comienza a transcribir nuevos ARN complementarios (-) de la diana original.
Esta segunda fase es cíclica por lo que la secuencia se copia millones de veces y se consigue una amplificación muy eficiente. Además en cada ciclo la secuencia diana no se copia en dos como sucede en la PCR sino que se copia tanta veces como la T7P pueda (alrededor de 1000).

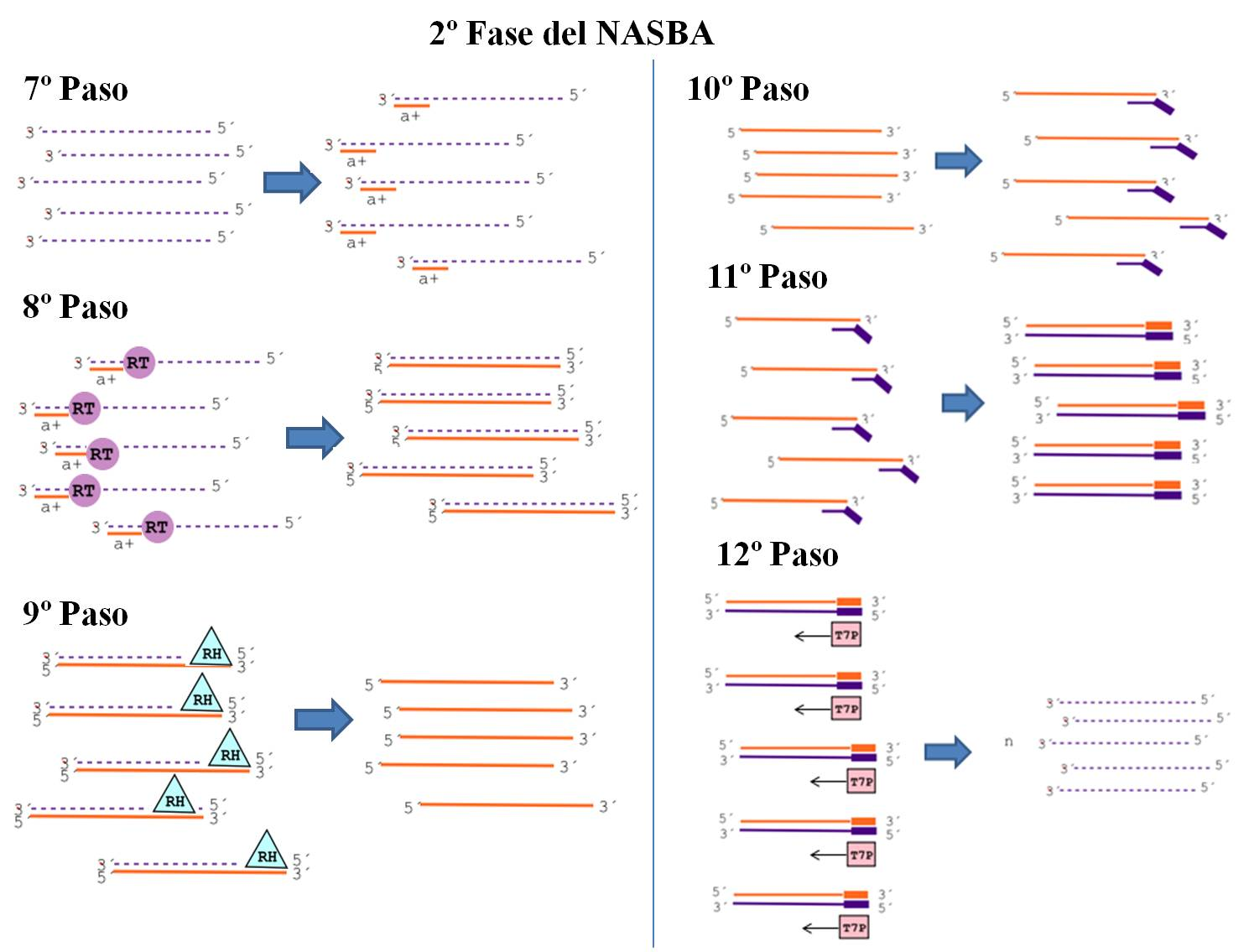
Fase 2 del NASBA

Para amplificar ADN obtenido, se añade un paso de desnaturalización para hacer que la sonda b- hibride y hacer que la retrotranscriptasa comience a polimerizar el ADN.
Asimismo, este método puede sufrir algunas modificaciones como el uso de la retrotranscriptasa de AMV (virus de la mieloblastosis aviar) la cual incluye la actividad RH.

### Cuantificación
El producto amplificado mediante NASBA se puede cuantificar por diferentes métodos:
- Electroquimioluminiscencia (ECL). Tras realizar la amplificación, la muestra se divide en cuatro y se hibridan con 4 sondas específicas a las 20 pares de bases de cada amplicón por separado. Estas sondas específicas están adheridas a esferas magnéticas con estreptavidina y se añaden además sondas inespecíficas con rutenio. El producto amplificado más dichas sondas se capturan en un electrodo y, tras las aplicación de una descarga, se dispara la reacción quimioluminiscente. Solo si se ha amplificado el fragmento objetivo, el rutenio estará lo suficientemente cerca como para producirse la reacción quimioluminiscente. La luz desprendida es proporcional al número de copias iniciales de cada uno. La carga viral se calcula por su relación con tres controles externos.
- Fluorescencia con balizas moleculares u oligobalizas en tiempo real. Se emplean extremos complementarios entre sí y no complementarios a la diana de unos 5 pares de bases. La zona intermedia es complementaria al ácido nucleico diana. De esta forma, se crea un multiplex con dos fluorocromos distintos y concentraciones seriadas.

### Características del NASBA
El NASBA es una técnica que permite una amplificación exponencial de ARN a partir de una muestra inicial dada. El factor de amplificación está entre 500 y 1000 veces.
La cantidad de moléculas generadas depende del número de moléculas iniciales.
Esta técnica presenta una serie de ventajas:
-Es un proceso isotérmico, es decir, no se requiere termociclador, así el proceso se simplifica y es mucho más barato.
-Está diseñado específicamente para la detección de virus de ARN y otros microorganismos difíciles de detectar (Chlamydias) al detectar los ARNm. Para amplificar dianas de ADN es preciso desnaturalizarlo para que la RT una el cebador b con el promotor de la T7P.
El NASBA presenta una serie de limitaciones, pues su sensibilidad y especificidad no son muy elevadas, generándose falsos positivos y falsos negativos.

## Historia
El método NASBA fue desarrollado por J Compton en 1991, quien la definió como 'una tecnología dependiente de los primer que puede ser usada para la continua aplicación de los ácidos nucleicos en una mezcla a una temperatura.'.
Al principió se usó para diagnosticar y cuantificar a los pacientes de HIV-1.
El ARN puede ser amplificado a través de PCR usando una transcriptas inversa. Pero, la principal venta del NASBA es que funciona en condiciones isotermales, normalmente a una temperatura constante de 41 °C.